# Робулец, Борис Михайлович
Борис Михайлович Робулец (20 мая 1939, Бричанский район) — заслуженный тренер СССР по лёгкой атлетике.

## Биография
Выпускник Киевского института физкультуры.
Спортом занимался на любительском уровне, выступал преимущественно на школьных и районных соревнованиях в беговых дисциплинах на дистанциях 200 м, 1500 м, 10 км, а также в пятиборье. В Кишинёвском спортивном техникуме занимался десятиборьем под руководством Матрёны Спиридоненко — жены тренера футбольной команды СКА (Одесса) Эдуарда Масловского. В Киевском институте физкультуры тренировался под руководством заслуженного тренера СССР Зосимы Синицкого.
Переехав в Одессу, стал директором стадиона «Январец» (позже — «Краян») завода имени Январского восстания. Принимал непосредственное участие в строительстве спорткомплекса «Краян». В 1971 году перешёл работать в новообразованную школу лёгкой атлетики одесского СКА, приняв группу ребят 5—6 классов, среди которых был и будущий олимпийский чемпион Геннадий Авдеенко — самый успешный воспитанник Робульца.
Всего за тренерскую карьеру подготовил одного заслуженного мастера спорта, 5 мастеров спорта СССР международного класса, 23 мастеров спорта СССР.

## Самые известные воспитанники
- Геннадий Авдеенко (высота) — олимпийский чемпион 1988, чемпион мира 1983, серебряный призёр чемпионата мира (зимнего и летнего) 1987 года
- Николай Мамчур (тройной прыжок) — неоднократный победитель чемпионата Вооружённых Сил СССР, многократный чемпион Украины, призёр Кубка СССР, член сборной СССР
- Марина Дегтярь (высота) — первая украинка, преодолевшая высоту 2 метра (1987), рекордсменка Украины и чемпионка СССР
- Людмила Авдеенко (высота) — серебряный призёр Всемирной Универсиады 1987
- Владимир Иванченко (длина) — неоднократный призёр чемпионатов СССР, победитель чемпионата Вооружённых Сил СССР
- Евгений Шухатович (тройной прыжок) — победитель Кубка СССР 1980
- Сергей Отрошенко (тройной прыжок) — неоднократный призёр чемпионатов Украины